# Geusibia triangularis
Geusibia triangularis är en loppart som först beskrevs av Lewis 1972.  Geusibia triangularis ingår i släktet Geusibia och familjen smågnagarloppor. Inga underarter finns listade i Catalogue of Life.